# Europese kampioenschappen kortebaanzwemmen 2000
De Europese kampioenschappen kortebaanzwemmen 2000 werden van donderdag 14 tot en met zondag 17 december 2000 georganiseerd in het Palau Velódrom Lluís Puig in de Spaanse havenstad Valencia. De vierde editie van het toernooi stond onder auspiciën van de Europese zwembond LEN. In het Palau Luis Puig waren twee tijdelijk 25 meterbaden neergezet.

## Uitslagen

### Donderdag 14 december 2000
```
Finale 400 meter 
vrije slag
 mannen

1. 
Massimiliano Rosolino
 (Italië) 3.39,59 (
Europees record
)
2. 
Paul Palmer
 (Groot-Brittannië) 3.44,80
3. Kvetoslav Svoboda (Tsjechië) 3.47,36
4. Matteo Pelliciari (Italië) 3.47,38
5. Ihar Koptur (Wit-Rusland) 3.48,63
6. Vlastimil Burda (Tsjechië) 3.48,79
7. Ilia Niktin (Rusland) 3.49,17
8. James Salter (Groot-Brittannië) 3.50,34
```

```
Finale 200 meter 
rugslag
 mannen

1. 
Örn Arnarson
 (IJsland) 1.52,90
2. 
Gordan Kožulj
 (Kroatië) 1.53,50
3. Blaz Medvesek (Slovenië) 1.54,61
4. Viktor Bodrogi (Hongarije) 1.55,52
5. Jorge Sanchez (Spanje) 1.56,21
6. 
Sander Ganzevles
 (Nederland) 1.57,38
7. Volodymyr Nikolaychuk (Oekraïne) 1.57,50
8. Stephen Parry (Groot-Brittannië) 1.58,22
```

```
Finale 200 meter 
wisselslag
 vrouwen

1. 
Jana Klotsjkova
 (Oekraïne) 2.10,75
2. Oxana Verevka (Rusland) 2.12,15
3. 
Sue Rolph
 (Groot-Brittannië) 2.12,28
4. Sara Nördenstam (Zweden) 2.13,68
5. 
Otylia Jędrzejczak
 (Polen) 2.14,32
6. Vered Borochovski (Israël) 2.14,47
7. Tatiana Rouba (Spanje) 2.14,81
8. Sophie de Ronchi (Frankrijk) 2.17,42
```

```
Finale 200 meter 
vlinderslag
 vrouwen

1. Annika Mehlhorn (Duitsland) 2.05,77 (
Europees record
)
2. 
Mette Jacobsen
 (Denemarken) 2.07,70
3. Petra Zahrl (Oostenrijk) 2.09,29
4. Margaretha Pedder (Groot-Brittannië) 2.09,75
5. Mireia Garcia (Spanje) 2.10,19
6. Marcela Kubalcikova (Tsjechië) 2.12,02
7. Natalya Sutyagyna (Rusland) 2.12,12
8. Malgorzata Gembicka (Polen) 2.13,99
```

```
FINALE 200 METER 
WISSELSLAG
 MANNEN

1. 
Massimiliano Rosolino
 (Italië) 1.56,62
2. 
Christian Keller
 (Duitsland) 1.57,68
3. 
Peter Mankoč
 (Slovenië) 1.58,14
4. Brenton Cabello (Spanje) 1.59,77
5. Michael Halika (Israël) 2.00,23
6. Jordi Carrasco (Spanje) 2.00,37
7. Lorenz Liechti (Zwitserland) 2.01,00
8. 
James Hickman
 (Groot-Brittannië) 2.02,88
```

```
FINALE 50 METER 
VRIJE SLAG
 MANNEN

1. 
Stefan Nystrand
 (Zweden) 21,52
2. 
Mark Foster
 (Groot-Brittannië) 21,60
3. Oleksandr Volynets (Oekraïne) 21,70
4. 
Bartosz Kizierowski
 (Polen) 21,77
5. Vyacheslav Shyrshov (Oekraïne) 22,21
6. Stephan Kunzelmann (Duitsland) 22,33
7. 
Ewout Holst
 (Nederland) 22,45
8. Karel Novy (Zwitserland) 22,50
```

```
FINALE 50 METER 
SCHOOLSLAG
 VROUWEN

1. 
Emma Igelström
 (Zweden) 31,26
2. Agnieszka Braszkiewicz (Polen) 31,55
3. Anne-Marie Gulbrandben (Noorwegen) 31,70
4. Desiree Mahle (Duitsland) 31,71
5. Alicja Peczak (Polen) 31,74
6. Elena Bogomazona (Rusland) 31,81
7. Vera Lischka (Oostenrijk) 32,03
8. Roberta Crescentini (Italië) 32,06
```

```
FINALE 4×50 METER 
WISSELSLAG
 MANNEN
```

```
1. 
DUITSLAND 1.36,23

Sebastian Halgasch 25,23

Mark Warnecke
 26,58

Thomas Rupprath
 22,84
Thomas Winkler 21,58
```

```
2. 
OEKRAÏNE 1.37,48

Volodymyr Nikolaychuk 25,20

Oleg Lisogor
 26,99

Andrij Serdinov
 24,13
Oleksandr Volynets 21,16
```

```
3. 
KROATIË 1.37,71

Ante Maskovic 24,88
Vanja Rogulj 27,96
Tomislav Karlo 23,27

Duje Draganja
 21,60
```

```
4. 
GROOT-BRITTANNIË 1.37,87

Stephen Parry 25,76
Darren Mew 26,94

James Hickman
 23,89

Mark Foster
 21,28
```

```
5. 
ZWITSERLAND 1.39,24

Philipp Gilgen 25,93
Remo Lütolf 27,10
Lorenz Liechti 24,47
Christophe Bühler 21,74
```

```
6. 
TSJECHIË 1.39,58

Martin Verner 25,82
Daniel Malek 27,24
Vlastimil Havlicek 24,55
Ivo Benda 21,97
```

```
7. 
PORTUGAL 1.39,89

Nuno Laurentino 25,64
Ricardo Clemente 28,59
Ricardo Coxo 23,83
Pedro Silva 21,83
```

```
ZWEDEN GEDISKWALIFICEERD

Daniel Lonnberg 25,05
Martin Gustavsson 27,68

Lars Frölander
 22,83

Stefan Nystrand
 20,66
```

### Vrijdag 15 december 2000
```
FINALE 400 METER 
WISSELSLAG
 MANNEN

1. 
Alessio Boggiatto
 (Italië) 4.10,61
2. 
Frederik Hviid
 (Spanje) 4.12,94
3. Michael Halika (Israël) 4.13,48
4. Simon Militis (Groot-Brittannië) 4.15,67
5. Brenton Cabello (Spanje) 4.16,44
6. Marko Milenkovic (Slovenië) 4.16,47
7. Vasileios Demetis (Griekenland) 4.16,69
8. Darren Wigg (Groot-Brittannië) 4.19,49
```

```
FINALE 200 METER 
SCHOOLSLAG
 VROUWEN

1. 
Emma Igelström
 (Zweden) 2.24,05
2. Alicja Peczak (Polen) 2.24,17
3. Anne-Marie Gulbrandben (Noorwegen) 2.25,55
4. Heidi Earp (Groot-Brittannië) 2.26,20
5. Agata Czaplicki (Zwitserland) 2.26,93
6. Olga Bakaldina (Rusland) 2.27,48
7. Vipa Bernhardt (Duitsland) 2.28,08
8. Anne Poleska (Duitsland) 2.28,59
```

```
FINALE 100 METER 
SCHOOLSLAG
 MANNEN

1. 
Domenico Fioravanti
 (Italië) 58,89
2. Daniel Malek (Tsjechië) 59,67
3. Darren Mew (Groot-Brittannië) 1.00,04
4. Stephan Perrot (Frankrijk) 1.00,17
5. Michael Fischer (Duitsland) 1.00,32
6. Martin Gustavsson (Zweden) 1.00,47
7. Davide Cassol (Italië) 1.00,52
8. Adam Whitehead (Groot-Brittannië) 1.00,78
```

```
FINALE 100 METER 
VRIJE SLAG
 VROUWEN

1. 
Therese Alshammar
 (Zweden) 53,13
2. 
Johanna Sjöberg
 (Zweden) 53,82
3. 
Martina Moravcová
 (Slowakije) 53,97
4. Britta Steffen (Duitsland) 54,64
5. 
Karen Pickering
 (Groot-Brittannië) 54,95
6. Petra Dallman (Duitsland) 54,97
7. Cristina Chiuso (Italië) 55,55
8. Elena Popchenko (Wit-Rusland) 55,70
```

```
FINALE 100 METER 
RUGSLAG
 VROUWEN

1. Ilona Hlavackova (Tsjechië) 58,82
2. Katy Sexton (Groot-Brittannië) 1.00,04
3. 
Nina Zjivanevskaja
 (Spanje) 1.00,09
4. Louise Ornstedt (Denemarken) 1.00,79
5. Sarah Price (Groot-Brittannië) 1.01,25
6. Anja Carman (Slovenië) 1.01,38
7. Camilla Johansson (Zweden) 1.01,62
8. Alessandra Cappa (Italië) 1.01,66
```

```
FINALE 100 METER 
VLINDERSLAG
 MANNEN

1. 
Thomas Rupprath
 (Duitsland) 51,31
2. 
Lars Frölander
 (Zweden) 51,76
3. 
Anatoli Poliakov
 (Rusland) 52,54
4. Jorge Luis Ulibarri (Spanje) 52,56
5. 
Jere Hård
 (Finland) 52,85
6. Ivan Mladina (Kroatië) 52,88
7. 
Denis Pankratov
 (Rusland) 52,94
8. Joakim Dahl (Zweden) 53,11
```

```
FINALE 50 METER 
VLINDERSLAG
 VROUWEN

1. 
Anna-Karin Kammerling
 (Zweden) 25,60 (
Wereldrecord
)
2. Karen Egdal (Denemarken) 26,72
3. 
Johanna Sjöberg
 (Zweden) 26,74
4. Daniela Samulski (Duitsland) 26,81
5. 
Hinkelien Schreuder
 (Nederland) 27,31
6. Vered Borochovski (Israël) 27,38
7. Marietta Uhle (Duitsland) 27,56
8. Elena Popchenko (Wit-Rusland) 27,88
```

```
FINALE 50 METER 
RUGSLAG
 MANNEN

1. Ante Maskovic (Kroatië) 24,60
2. 
Örn Arnarson
 (IJsland) 24,81
3. Darius Grigalionis (Litouwen) 24,82
4. 
Thomas Rupprath
 (Duitsland) 24,83
5. Sebastian Halgasch (Duitsland) 24,90
6. Blaz Medvesek (Slovenië) 24,95
7. Przemyslan Wilant (Polen) 25,18
8. 
Gordan Kožulj
 (Kroatië) 25,34
```

```
FINALE 4×50 METER 
VRIJE SLAG
 VROUWEN
```

```
1. 
ZWEDEN 1.38,21
 (
Wereldrecord
)
Annika Lofstedt 25,74

Therese Alshammar
 23,51

Johanna Sjöberg
 24,58

Anna-Karin Kammerling
 24,38
```

```
2. 
Groot-Brittannië 1.38,39

Alyson Sheppard 24,61

Sue Rolph
 24,79

Karen Pickering
 24,50
Rosalin Brett 24,49
```

```
3. 
DUITSLAND 1.39,63

Britta Steffen 25,58
Petra Dallman 24,55
Daniela Samulski 24,54
Verena Witte 24,96
```

```
4. 
SPANJE 1.43,07

Ana Belen Palomo 25,56
Susana Garabatos 25,98
Ceron Blanca 25,92
Laura Roca 25,61
```

```
5. 
DENEMARKEN 1.43,69

Mette Jacobsen
 25,52
Karen Egdal 25,47
Mia Muusfeldt 25,44
Louise Ornstedt 27,26
```

```
6. 
RUSLAND 1.45,33

Marina Tchepourkova 26,57
Oxana Verevka 26,36
Ekaterina Kibalo 25,68
Olga Bogoslovenko 26,72
```

### Zaterdag 16 december 2000
```
FINALE 400 METER 
VRIJE SLAG
 VROUWEN

1. Irina Oufmtseva (Rusland) 4.06,71
2. Jana Pechanova (Tsjechië) 4.09,52
3. Rebecca Cooke (Groot-Brittannië) 4.10,80
4. Ann Berglund (Zweden) 4.11,30
5. Ida Mattsson (Zweden) 4.12,07
6. Chantal Strasser (Zwitserland) 4.12,34
7. Hanna Miluska (Zwitserland) 4.12,86
8. Kristyna Kynerova (Tsjechië) 4.16,66
```

```
FINALE 100 METER 
WISSELSLAG
 VROUWEN

1. 
Martina Moravcová
 (Slowakije) 1.00,58
2. Annika Mehlhorn (Duitsland) 1.01,21
3. 
Sue Rolph
 (Groot-Brittannië) 1.01,25
4. Oxana Verevka (Rusland) 1.02,00
5. 
Hanna-Maria Seppälä
 (Finland) 1.02,63
6. Yvetta Hlavacova (Tsjechië) 1.02,94
7. Natasa Kejzar (Slovenië) 1.03,31
8. Tatiana Rouba (Spanje) 1.03,69
```

```
FINALE 200 METER 
VLINDERSLAG
 MANNEN

1. 
Thomas Rupprath
 (Duitsland) 1.53,28
2. 
Anatoli Poliakov
 (Rusland) 1.54,01
3. Stephen Parry (Groot-Brittannië) 1.54,37
4. 
James Hickman
 (Groot-Brittannië) 1.55,10
5. Viktor Bodrogi (Hongarije) 1.56,34
6. 
Stefan Aartsen
 (Nederland) 1.57,04
7. Anders Bo Pedersen (Denemarken) 1.58,16
Ales Abersek (Slovenië) gediskwalificeerd
```

```
FINALE 100 METER 
VRIJE SLAG
 MANNEN

1. 
Stefan Nystrand
 (Zweden) 47,56
2. 
Denis Pimankov
 (Rusland) 47,69
3. Karel Novy (Zwitserland) 47,87
4. 
Duje Draganja
 (Kroatië) 48,20
5. Stefan Herbst (Duitsland) 48,40
6. Vyacheslav Shyrshov (Oekraïne) 48,89
7. 
Peter Mankoč
 (Slovenië) 49,12
8. 
Ewout Holst
 (Nederland) 49,38
```

```
FINALE 50 METER 
RUGSLAG
 VROUWEN

1. Ilona Hlavackova (Tsjechië) 27,84
2. 
Nina Zjivanevskaja
 (Spanje) 28,10
3. Daniela Samulski (Duitsland) 28,12
4. 
Suze Valen
 (Nederland) 28,43
5. Sarah Price (Groot-Brittannië) 28,76
6. Alessandra Cappa (Italië) 28,90
7. Alexandra Herasimenia (Wit-Rusland) 28,91
8. Katy Sexton (Groot-Brittannië) 28,99
```

```
FINALE 50 METER 
SCHOOLSLAG
 MANNEN

1= 
Mark Warnecke
 (Duitsland) 27,11
1= Daniel Malek (Tsjechië) 27,11
1= 
Domenico Fioravanti
 (Italië) 27,11
4. Darren Mew (Groot-Brittannië) 27,32
5. Remo Lütolf (Zwitserland) 27,43
6. Michael Fischer (Duitsland) 27,62
7. 
Hughes Duboscq
 (Frankrijk) 28,00

Oleg Lisogor
 (Oekraïne) gediskwalificeerd
```

```
FINALE 4×50 METER 
WISSELSLAG
 VROUWEN
```

```
1. 
ZWEDEN 1.48,31

Therese Alshammar
 27,71

Emma Igelström
 30,92

Anna-Karin Kammerling
 25,33

Johanna Sjöberg
 24,35
```

```
2. 
DUITSLAND 1.50,96

Daniela Samulski 28,30
Sylvia Gerasch 30,75
Marletta Uhle 26,89
Petra Dallman 25,02
```

```
3. 
Groot-Brittannië 1.51,20

Sarah Price 28,97
Heidi Earp 31,64
Rosalinde Brett 26,77
Alyson Sheppard 23,82
```

```
4= 
TSJECHIË 1.52,24

Ilona Hlavackova 27,88
Petra Dufkova 32,05
Yvetta Hlavacova 26,86
Petra Adamkova 25,45
```

```
4= 
DENEMARKEN 1.52,24

Louise Ornstedt 28,70
Majken Thorup 31,86
Karen Egdal 26,59

Mette Jacobsen
 25,09
```

```
6. 
POLEN 1.53,77

Aleksandra Miciul 29,80
Alicja Peczak 31,23

Otylia Jędrzejczak
 27,10
Agnieszka Braszkiewicz 25,64
```

```
7. 
ITALIË 1.53,98

Alessandra Cappa 29,28
Roberta Crescentini 31,95
Cristina Maccagnola 27,92
Cristina Chiuso 24,83
```

```
8. 
RUSLAND 1.54,39

Oxana Verevka 29,75
Elena Bogomazona 31,50
Natalia Soutiaguina 27,22
Ekaterina Kibalo 25,92
```

### Zondag 17 december 2000
```
FINALE 400 METER 
WISSELSLAG
 VROUWEN

1. 
Jana Klotsjkova
 (Oekraïne) 4.35,11
2. Annika Mehlhorn (Duitsland) 4.39,02
3. Rachael Corner (Groot-Brittannië) 4.40,11
4. 
Otylia Jędrzejczak
 (Polen) 4.42,13
5. Pavla Chrastova (Tsjechië) 4.43,83
6. Yvetta Hlavacova (Tsjechië) 4.44,16
7. Roser Vives (Spanje) 4.44,46
8. 
Yseult Gervy
 (België) 4.46,18
```

```
FINALE 200 METER 
SCHOOLSLAG
 MANNEN

1. Stephan Perrot (Frankrijk) 2.07,58 (
Europees record
)
2. 
Domenico Fioravanti
 (Italië) 2.08,76
3. Daniel Malek (Tsjechië) 2.08,86
4. Martin Gustavsson (Zweden) 2.09,55
5. Ian Edmond (Groot-Brittannië) 2.11,49
6. Maxim Podoprigora (Oostenrijk) 2.11,82
7. Michael Williamson (Ierland) 2.13,28
8. Alfonso Uruburu (Spanje) 2.13,50
```

```
FINALE 200 METER 
VRIJE SLAG
 VROUWEN

1. 
Martina Moravcová
 (Slowakije) 1.56,51
2. 
Karen Pickering
 (Groot-Brittannië) 1.57,22
3. Karen Legg (Groot-Brittannië) 1.57,60
4. Irina Oufimtseva (Rusland) 1.59,23
5. Laura Roca (Spanje) 1.59,32
6. Paula Carballido (Spanje) 1.59,33
7. Ida Mattsson (Zweden) 1.59,97
8. Olga Bogoslovenko (Rusland) 2.00,77
```

```
FINALE 100 METER 
WISSELSLAG
 MANNEN

1. 
Peter Mankoč
 (Slovenië) 54,14
2. Indrek Sei (Estland) 54,22
3. Davide Cassol (Italië) 55,10
4. 
Christian Keller
 (Duitsland) 55,24
5. Brenton Cabello (Spanje) 55,54
6. Nuno Laurentino (Portugal) 55,63
7. Lorenz Liechti (Zwitserland) 55,81
8. Ian Edmond (Groot-Brittannië) 56,47
```

```
FINALE 100 METER 
SCHOOLSLAG
 VROUWEN

1. Alicja Peczak (Polen) 1.06,95
2. 
Emma Igelström
 (Zweden) 1.07,14
3. Anne-Marie Gulbrandsen (Noorwegen) 1.08,17
4. Elin Austevoll (Noorwegen) 1.08,73
5. Heidi Earp (Groot-Brittannië) 1.08,77
6. Elena Bogomazova (Rusland) 1.08,94
7. Vipa Bernhardt (Duitsland) 1.09,34
8. Anne Poleska (Duitsland) 1.09,35
```

```
FINALE 200 METER 
VRIJE SLAG
 MANNEN

1. 
Massimiliano Rosolino
 (Italië) 1.44,63
2. Kvetoslav Svodoba (Tsjechië) 1.45,27
3. 
Paul Palmer
 (Groot-Brittannië) 1.46,24
4. Stefan Herbst (Duitsland) 1.46,72
5. Matteo Pelliciari (Italië) 1.46,78
6. James Salter (Groot-Brittannië) 1.47,67
7. Ricardo Pedroso (Portugal) 1.48,46
8. Michal Sapon (Polen) 1.48,78
```

```
FINALE 100 METER 
VLINDERSLAG
 VROUWEN

1. 
Martina Moravcová
 (Slowakije) 57,54 (
Europees record
)
2. 
Johanna Sjöberg
 (Zweden) 57,86
3. 
Mette Jacobsen
 (Denemarken) 58,91
4. Natalia Soutiaguina (Rusland) 1.00,14
5. Petra Zahrl (Oostenrijk) 1.00,23
6. Vered Borochovski (Israël) 1.00,29
7. Marietta Uhle (Duitsland) 1.00,36
8. Margaretha Pedder (Groot-Brittannië) 1.00,53
```

```
FINALE 100 METER 
RUGSLAG
 MANNEN

1. 
Örn Arnarson
 (IJsland) 52,28 (
Europees record
)
2. 
Gordan Kožulj
 (Kroatië) 52,57
3. Przemyslan Wilant (Polen) 53,21
4. Blaz Medvesek (Slovenië) 53,62
5. 
Bartosz Kizierowski
 (Polen) 53,67
6. Vladimir Nikolaychuk (Oekraïne) 53,85
7. Ante Maskovic (Kroatië) 54,10
Darius Grigalionis (Litouwen) gediskwalificeerd
```

```
FINALE 200 METER 
RUGSLAG
 VROUWEN

1. Joanna Fargus (Groot-Brittannië) 2.08,19
2. 
Nina Zjivanevskaja
 (Spanje) 2.09,15
3. Anja Carman (Slovenië) 2.10,71
4. Louise Ornstedt (Denemarken) 2.11,82
5. Marcela Kubalcikova (Tsjechië) 2.12,04
6. Jana Korbasova (Slowakije) 2.12,81
7. Anna Kopatchenia (Wit-Rusland) 2.13,87
8. Helen Don-Duncan (Groot-Brittannië) 2.14,13
```

```
FINALE 50 METER 
VLINDERSLAG
 MANNEN

1. 
Mark Foster
 (Groot-Brittannië) 23,31
2. 
Jere Hård
 (Finland) 23,48
3. Jorge Luis Ulibarri (Spanje) 23,61
4. 
Thomas Rupprath
 (Duitsland) 23,71
5. 
Ewout Holst
 (Nederland) 23,87
6. Ivan Mladina (Kroatië) 24,21
7. 
Anatoli Poliakov
 (Rusland) 24,26
8. Vlastimil Havlicek (Tsjechië) 24,65
```

```
FINALE 50 METER 
VRIJE SLAG
 VROUWEN

1. 
Therese Alshammar
 (Zweden) 24,09
2. Alison Sheppard (Groot-Brittannië) 24,48
3. 
Anna-Karin Kammerling
 (Zweden) 24,75
4. Olga Mukomol (Oekraïne) 25,17
5. Judith Draxler (Oostenrijk) 25,30
6. Jana Kolukanova (Estland) 25,41
7. Elena Popchenko (Wit-Rusland) 25,56
8. Karen Edgal (Denemarken) 25,59
```

```
FINALE 4×50 METER 
VRIJE SLAG
 MANNEN
```

```
1. 
ZWEDEN 1.27,52

Joakim Dahl 22,98

Stefan Nystrand
 21,07

Lars Frölander
 21,57
Claes Andersson 21,90
```

```
2. 
DUITSLAND 1.27,81

Thomas Winkler 22,24
Stefan Kunzelmann 21,68
Stefan Herbst 21,94
Sven Guske 21,95
```

```
3. 
GROOT-BRITTANNIË 1.28,18

Anthony Howard 22,97

Mark Foster
 20,93
Stephen Parry 22,28
Matthew Kidd 22,00
```

```
4. 
ZWITSERLAND 1.28,84

Christophe Bühler 22,23
Karel Novy 21,88
Lorenz Liechti 22,51
Philipp Gilgen 22,22
```

```
5. 
SPANJE 1.29,59

Jorge Luis Ulibarri 22,36
Eduard Lorente 21,47
Daniel Morales 22,99
Brenton Cabello 22,77
```

```
6. 
ITALIË 1.29,91

Lorenzo Vismara
 22,37

Domenico Fioravanti
 22,17

Massimiliano Rosolino
 22,77
Matteo Pelliciari 22,60
```

```
7. 
KROATIË 1.30,72

Duje Draganja
 22,32
Ivan Mladina 22,38
Vanja Rogulj 23,04
Tomislav Karlo 22,98
```

## Medailleklassement
| Plaats | Land                | Goud | Zilver | Brons | Totaal |
| 1      | Zweden              | 10   | 4      | 2     | 16     |
| 2      | Italië              | 7    | 1      | 1     | 9      |
| 3      | Duitsland           | 5    | 5      | 2     | 12     |
| 4      | Tsjechië            | 3    | 3      | 3     | 9      |
| 5      | Slowakije           | 3    | 0      | 1     | 4      |
| 6      | Verenigd Koninkrijk | 2    | 7      | 10    | 19     |
| 7      | Oekraïne            | 2    | 1      | 2     | 5      |
| 8      | IJsland             | 2    | 1      | 0     | 3      |
| 9      | Rusland             | 1    | 3      | 1     | 5      |
| 10     | Polen               | 1    | 2      | 1     | 4      |
| 10     | Kroatië             | 1    | 2      | 1     | 4      |
| 12     | Slovenië            | 1    | 0      | 3     | 4      |
| 13     | Zwitserland         | 1    | 0      | 1     | 2      |
| 14     | Frankrijk           | 1    | 0      | 0     | 1      |
| 15     | Spanje              | 0    | 4      | 2     | 6      |
| 16     | Denemarken          | 0    | 2      | 1     | 3      |
| 17     | Estland             | 0    | 1      | 0     | 1      |
| 17     | Finland             | 0    | 1      | 0     | 1      |
| 19     | Noorwegen           | 0    | 0      | 3     | 3      |
| 20     | Israël              | 0    | 0      | 1     | 1      |
| 20     | Litouwen            | 0    | 0      | 1     | 1      |
| 20     | Oostenrijk          | 0    | 0      | 1     | 1      |
| Totaal | Totaal              | 40   | 37     | 37    | 114    |